# شیشمانووو (استان خاسکوو)
شیشمانووو (به بلغاری: Shishmanovo) یک منطقهٔ مسکونی در بلغارستان است که در استان خاسکوو واقع شده‌است.